# Nhà hương
Nhà hương (hay flavor house) là thuật ngữ dùng để chỉ các công ty sản xuất và phân phối hương liệu dành cho ngành công nghiệp thực phẩm, từ hương liệu tự nhiên, hương liệu tổng hợp cho đến hương liệu nhân tạo. Các công cụ, thiết bị chế tạo hương liệu mà các nhà hương sử dụng cũng khá tương tự như các nhà sản xuất nước hoa, nhưng hơn thế các nhà hương còn phải quan tâm đến cả yếu tố khứu giác và yếu tố vị giác của sản phẩm được chế tạo, nhằm gia tăng hương vị cho thực phẩm được ứng dụng. Bên cạnh đó, các nhà hương, vốn cũng được xếp vào ngành công nghiệp thực phẩm, cũng phải đặt tiêu chí an toàn thực phẩm lên hàng đầu trong từng sản phẩm của mình.

## NHÂN LỰC
Theo thông lệ, các công ty kinh doanh hương liệu chỉ được gọi là nhà hương khi công ty đó có khả năng điều chế, tổng hợp và sản xuất ra hương liệu từ các đơn hương (aroma) và hóa chất. Việc nghiên cứu, sản xuất này đòi hỏi nhà hương phải có các nhân lực đặc biệt về hương, được gọi là flavorist. Để được xem như đủ tiêu chuẩn để tham gia vào việc nghiên cứu, điều chế hương liệu, các flavorist thông thường phải được chứng nhận là thành viên của một hiệp hội về hương uy tín trên thế giới.
Một số hiệp hội có tên tuổi về hương liệu:
=== Society of Flavor Chemists (Mỹ): === có trụ sở tại New Jersey, Cincinati, Chicago và West Coast, thường họp mặt 6 đến 8 lần trong năm. Để trở thành Flavorist tập sự của hiệp hội này, cần phải vượt qua chương trình tập sự tại 1 nhà hương trong vòng 5 năm. Để trở thành một thành viên được chứng nhận và có quyền bỏ phiếu, cần phải vượt qua một chương trình kéo dài 7 năm. Mỗi cấp độ được kiểm định bởi một bài thi viết và một bài thi nói từ Ủy ban Hội Viên của hiệp hội. Bên cạnh các chương trình trên, còn một lựa chọn độc lập khác kéo dài 10 năm.
=== The British Society of Flavourist (Anh): === có trụ sở ở gần thành phố London. Để đăng ký làm thành viên, ứng viên cần phải được giới thiệu và đảm bảo bởi ít nhất 2 thành viên có quyền bỏ phiếu không dưới 30 tuổi và không dưới 10 năm là một Flavorist sáng tạo. Để trở thành một thành viên hiệp hội, ứng viên phải có ít nhất 4 năm kinh nghiệm làm Flavorist toàn thời gian tại nhà hương, hoặc kỹ sư hóa hương liệu ứng dụng, hoặc là nhà kỹ thuật thực phẩm chịu trách nhiệm pha chế, đánh giá hương trong ít nhất 5 năm. Bên cạnh vị trí Thành viên Hiệp Hội, còn có các vị trí khác như Thành viên Tập Sự và Thành viên Liên Kết.

## CÁC TIÊU CHUẨN CÓ LIÊN QUAN

### ISO 9001:2008
ISO 9001 là một chuỗi các tiêu chuẩn, được phát triển và công bố bởi International Organization for Standardization (ISO), nhằm định nghĩa, xây dựng và duy trì một hệ thống đảm bảo chất lượng trong tổ chức một cách hiệu quả, áp dụng cho tất cả loại hình tổ chức từ doanh nghiệp, công ty, tập đoàn, cho đến các tổ chức phi chính phủ, tổ chức phi lợi nhuận, v.v… không phân biệt kích thước, loại hình, cấu trúc.

### HACCP
HACCP (Hazard Analysis and Critical Control Point) là một tiêu chuẩn ngăn ngừa có hệ thống về an toàn thực phẩm đối với các mối nguy hại về sinh học, hóa học và vật lý có thể khiến thành phẩm trở nên kém an toàn, và thiết kế nên các tiêu chuẩn đo lường nhằm giảm thiểu các mối nguy hại trên về mức an toàn. Trong phạm vi ý nghĩa như vậy, HACCP được xem như là hệ thống ngăn ngừa các mối nguy hại trước và trong quá trình sản xuất, hơn là kiểm định sau đối với thành phẩm cuối cùng.

### HALAL
Halal vốn là một thuật ngữ dùng để chỉ những vật hoặc hành động được cho phép bởi thánh Alla trong cộng đồng người Hồi giáo. Chứng nhận Halal về thực phẩm đảm bảo rằng các sản phẩm thực phẩm được chứng nhận chỉ chứa đựng các thành phần hóa học, sinh học, vật lý không đi ngược lại với luật lệ Hồi giáo, và hoàn toàn phù hợp để được tiêu thụ trong cộng đồng này.

### FEMA GRAS LIST
FEMA GRAS (Generally Recognized As Safe) List là một danh sách các phụ chất hóa học tạo hương được phép sử dụng trong quá trình điều chế, tổng hợp hương liệu, cùng với định mức an toàn của các phụ chất hóa học ấy. Danh sách này được phát triển và công bố bởi Hiệp Hội Expert Panel of the Flavor and Extract Manufacturers Association.

## MỘT SỐ NHÀ HƯƠNG ĐIỂN HÌNH

### Mỹ
- A. M. Todd Group (http://www.amtodd.com Lưu trữ ngày 16 tháng 5 năm 2014 tại Wayback Machine)
- Givaudan Flavors Corporation (http://www.givaudan.com)
- International Flavors and Fragrances (http://www.iff.com)
- Firmenich (http://www.firmenich.com)
- Favorich (http://www.favorich.com)

### Châu Á
- The New Flavor House (Philippines - http://www.newflavorhouse.com)
- Guangzhou Flower Flavors and Fragrances (China)
- Hoang Anh Flavors and Food Ingredients (Vietnam - http://www.hoanganh.com.vn)
- P.T. Maha Jaya Suksesindo (Indonesia - http://www.majasindo.com Lưu trữ ngày 12 tháng 8 năm 2020 tại Wayback Machine)

## CÁC LIÊN KẾT NGOÀI
The Top 10 Flavor and Fragrance Companies Lưu trữ ngày 24 tháng 8 năm 2014 tại Wayback Machine

## THAM KHẢO
1. ↑  ,"Flavorist" on Wikipedia.org.
2. ↑  , "Become a member" on Soeciety of Flavor Chemists website.
3. ↑   Lưu trữ ngày 15 tháng 4 năm 2014 tại Wayback Machine, "Membership" on The British Society of Flavourist website.
4. ↑  , ISO website.
5. ↑  ,"HACCP" on FDA(US) website.
6. ↑   Lưu trữ ngày 28 tháng 5 năm 2014 tại Wayback Machine, "What is HALAL" on IFANCA.
7. ↑   Lưu trữ ngày 12 tháng 5 năm 2014 tại Wayback Machine, FEMA GRAS 26th List.